# Elisabeth Nagele
Elisabeth Nagele (ur. 12 czerwca 1933 w Tomils, zm. 22 czerwca 1993 w Davos) – szwajcarska saneczkarka, mistrzyni świata.
Na igrzyskach startowała raz w 1964, kończąc zawody na 12. miejscu. Na mistrzostwach świata wywalczyła jeden medal. W 1961 odniosła największy sukces w karierze zostając mistrzynią świata w jedynkach. Pozostaje jedyną szwajcarską zawodniczką, która zdobyła medal na mistrzostwach świata.

## Osiągnięcia

### Saneczkarstwo na igrzyskach olimpijskich
| Rok  | Miejsce   | Jedynki |
| ---- | --------- | ------- |
| 1964 | Innsbruck | 12.     |